# Aquifoliaceae
A família Aquifoliaceae compõe a ordem Aquifoliales, juntamente com mais 4 famílias. Três gêneros a integram: Ilex, Nemopanthus e Prinus. Ilex constitui o principal gênero e inclui cerca de 500 espécies de arbustos ou árvores dioicas distribuídas em regiões tropicais e temperadas. O nome dado à família provem do gênero Aquifolium, que está sinonimizado em Ilex. A importância econômica das Aquifoliaceae inclui atividades como extração de madeira, produção de chás estimulantes - como a erva-mate - e ornamentação. O grupo possui ocorrência sub-cosmopolita. 

## Morfologia
Aquifoliaceae consiste de árvores ou arbustos dioicos; raramente trepadeiras. Resinas ou látex são geralmente encontrados nas células mesófilas.

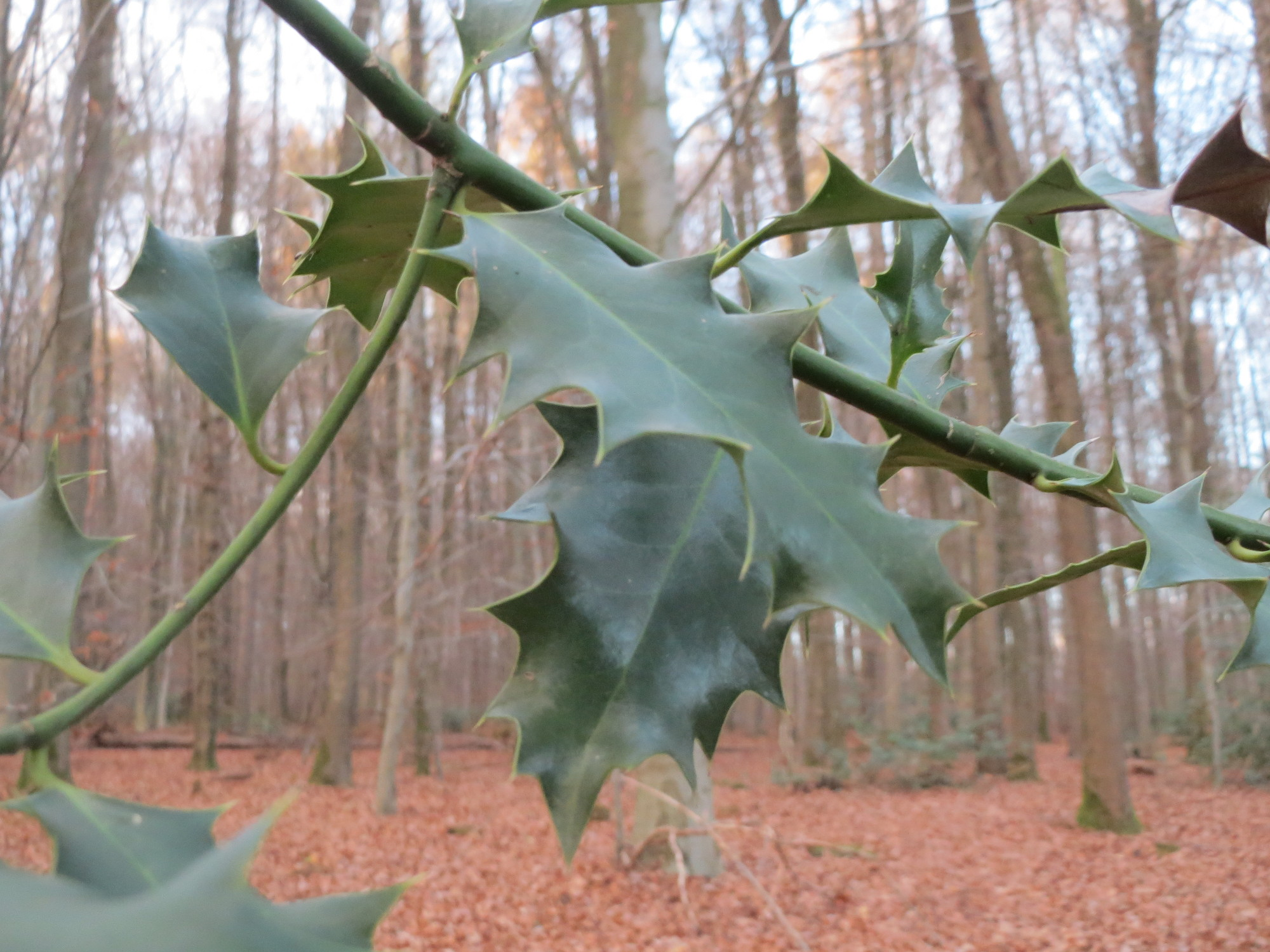
Folhas de Ilex aquifolium.

### Folha
A filotaxia foliar é normalmente espiralada e raramente oposta. As folhas podem ou não conter estípulas, sendo estas, via de regra, caducas; são perenes (raramente decíduas) e possuem margens serradas, crenadas ou inteiras, raramente espinhosas. Folhas inteiras e espinhosas podem ocorrer na mesma espécie (e.g., I. dipyrena e I. dimorphophylla). Sua textura pode variar de coriácea à cartácea. Seu comprimento normalmente varia entre 2 e 15 cm, podendo chegar ao máximo de 30 cm em I. megaphylla e ao mínimo de 4 mm em I. microphylla. A base da lâmina varia de aguda à obtusa; o ápice pode ser truncado ou agudo, frequentemente acuminado.

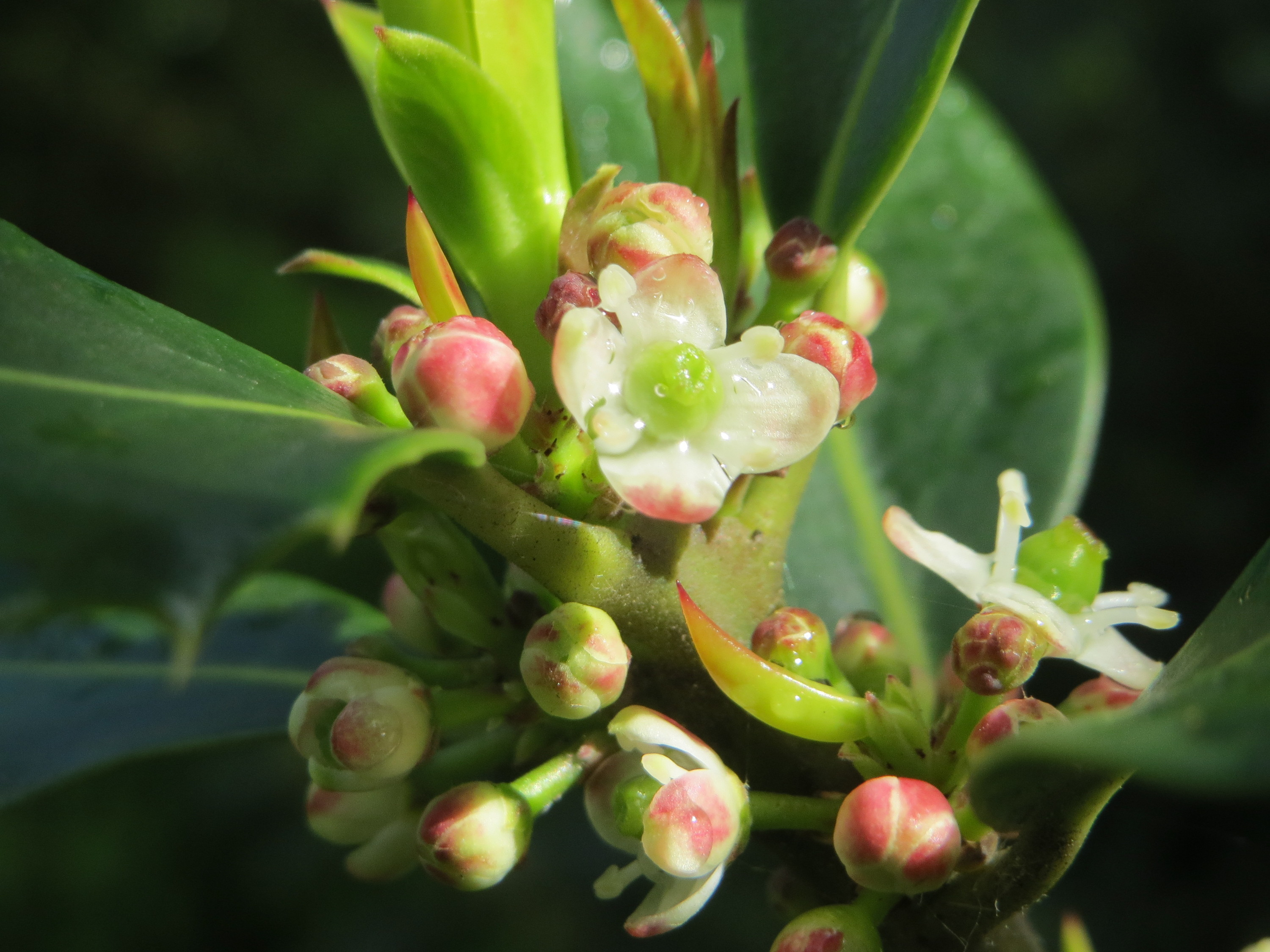
Flores de Ilex aquifolium

### Flor
A inflorescência é organizada em cimeira, racemo ou fascículo. As flores são pequenas, normalmente unissexuadas, actinomórficas e hipóginas. O perianto é diclamídeo. O cálice é sinsépalo, com geralmente 4 lobos imbricados; a corola, por sua vez, é basicamente simpétala e raramente apopétala, também possuindo geralmente 4 lobos imbricados. As pétalas geralmente possuem possuem cor branca ou creme, raramente apresentando coloração amarelada, esverdeada, rosada ou arroxeada. O gineceu é sincárpico, de ovário superior e constituído de 4 ou 6 carpelos e lóculos. Os estames normalmente ocorrem em um grupo de 4; são alternipétalos ou, frequentemente, epipétalos. A placentação é apical-axilar; os óvulos são anatrópicos ou campilotrópicos, unitegumentados e ocorrem em números de 1 (raramente 2) por carpelo. Não há disco nectarífico. 

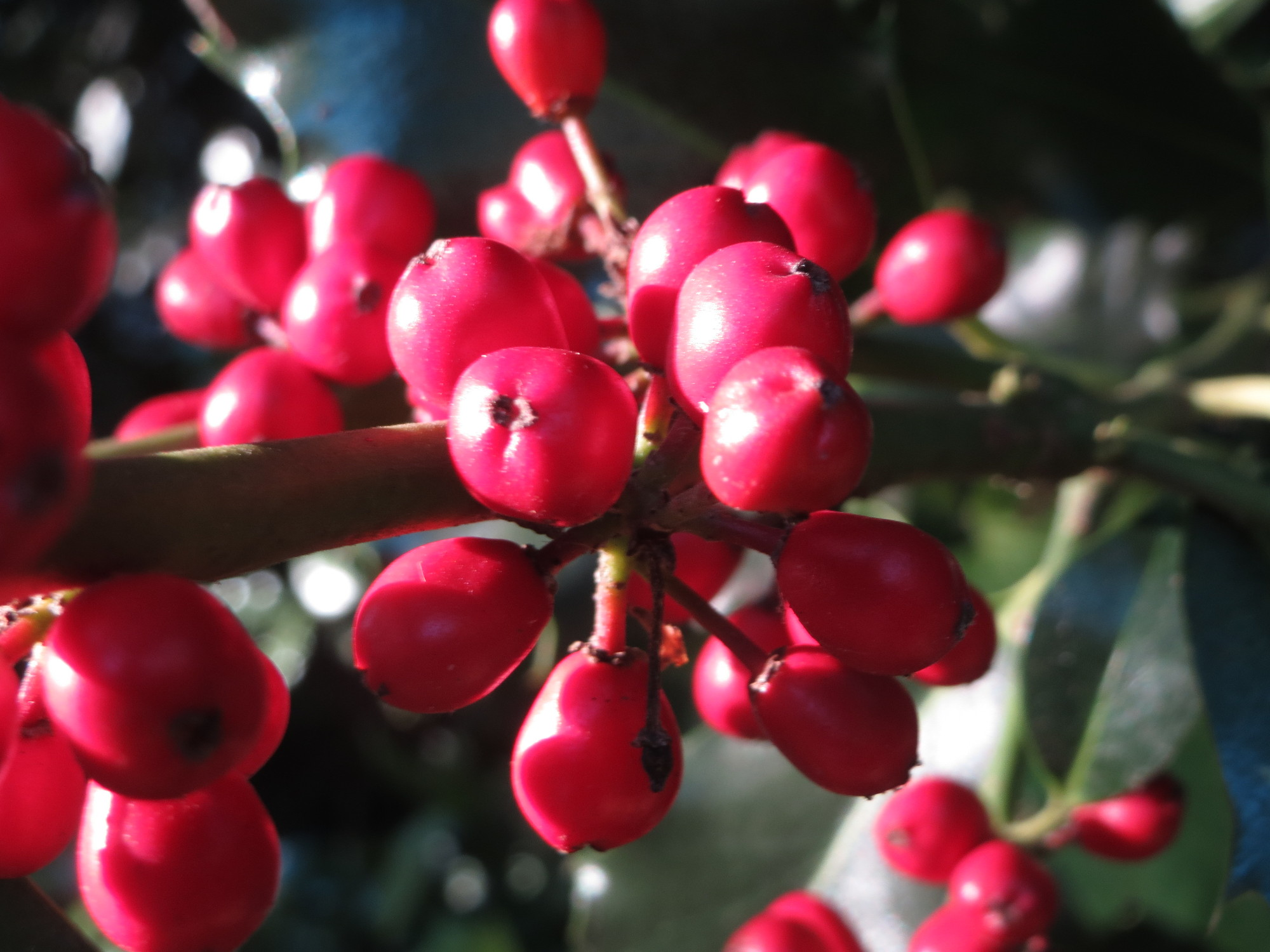
Frutos de Ilex aquifolium

### Fruto
O fruto é do tipo drupa, normalmente globoso, e pode possuir coloração vermelha, preta ou marrom. Exocarpo normalmente membranoso e mesocarpo carnoso. O fruto é disperso geralmente por aves. O embrião encontra-se ainda em estado imaturo quando a drupa sofre abscisão; seu crescimento continua ocorrendo vagarosamente por um período de 8 a 12 meses. A germinação requer de 1 a 3 anos após o evento de dispersão para ocorrer. 

### Pólen
Os grãos-de-pólen são tricolpados de aberturas em forma de sulco, isopolares e clavados;  variam de 17-47 ‎µm x 18-48 ‎µm, sendo maiores em espécies de maiores altitudes ou latitudes. A polinização normalmente ocorre por uma variedade de insetos (abelhas, besouros, borboletas, formigas e moscas), sendo estes atraídos para as flores pelo néctar produzido na base das pétalas .

## Diversidade taxonômica e relações filogenéticas
Dois clados podem ser apontados dentro da ordem Aquifoliales: o primeiro contem Cardiopteridaceae e Stemonuraceae; o segundo é composto por Helwingiaceae, Phyllonomaceae e Aquifoliaceae. No último, as relações filogenéticas são obscuras: não está claro se Helwingiaceae e Aquifoliaceae ou Phyllonomaceae e Helwingiaceae são mais proximamente relacionados .
Alguns autores  consideram Aquifoliaceae composta unicamente pelo gênero Ilex, o qual também engloba o gênero monoespecífico Nemopanthus. Não obstante, de acordo com a "Plant List" , três gêneros compõem a família Aquifoliaceae; a saber, Ilex, Nemopanthus e Prinus.  Ageria, Arinemia, Ennepta, Hexotria, Nemopanthes, Pseudehretia e Synstima são gêneros cujos status ainda não foram checados como aceitos ou sinônimos.
Segundo estimativas de análises moleculares, o ancestral comum hipotético mais recente das espécies existentes de Ilex data do Mioceno, apesar de que, de acordo com dados fósseis, a primeira linhagem divergente do gênero pode ser datada do Cretáceo Superior.  Isso sugere diversas extinções entre o Cretáceo e o Mioceno e pode, ademais, explicar as dificuldades em se determinar as relações filogenéticas de Ilex e grupos próximos. A provável área ancestral do gênero é representada pelo hemisfério norte, mais especificamente América do Norte ou leste asiático. Como Helwingia (Helwingiaceae) possui origem asiática, pode-se inferir que o leste asiático é a opção mais provável no caso de Ilex, já que há proximidade filogenética entre ambos os grupos. Essa hipótese, no entanto, assume que, durante a história evolutiva de Helwingia e Ilex, não houve nenhuma extinção em larga escala ou alterações geológicas, o que parece ser improvável. 
Muitos dos eventos de dispersão que deram origem à distribuição geográfica atual envolvem disjunções clássicas. A rigor, do leste asiático à América do Norte, e vice-versa; da América do Norte à América do Sul, e vice-versa; do leste asiático ao sudeste asiático (incluindo o norte australiano); do leste asiático à África; da América do Norte às Ilhas Canárias; e da América do Norte à América Central. 

## Distribuição geográfica e ocorrência no Brasil
As principais áreas de diversificação do gênero Ilex são o leste asiático e a América do Sul. Outras áreas nas quais o grupo é bastante diversificado incluem o sudeste asiático, a América Central, o Caribe e a América do Norte. Uma espécie é encontrada na África tropical, duas espécies são conhecidas no norte da Austrália e quatro espécies estão presentes na Europa. Espécies endêmicas ocorrem nas Ilhas Canárias, Madeira e Açores (Ilex canariensis), Hawaii e Taiti (Ilex anomala), Nova Caledônia (Ilex sebertii) e Fiji (Ilex vitiensis). 
No Brasil, cerca de 50 espécies de Ilex são conhecidas; estas ocorrem em diversos tipos de vegetação, incluindo restinga, campo rupestre, Mata Atlântica e floresta de araucárias . Com efeito, estão distribuídas em virtualmente todo o país, exceto em regiões nas quais a vegetação de caatinga é predominante .